# 1929 en Lorraine
Chronologie de la Lorraine
- 1925
- 1926
- 1927
- 1928
- 1929
- 1930
- 1931
- 1932
- 1933

Cette page est une liste d'événements qui se sont produits durant l'année 1929 en Lorraine.

## Éléments de contexte
- Les années 1928 à 1930 sont celles de l'apogée pour les mines de Lorraine, la mécanisation favorisant l'augmentation de la productivité[1].
- Les années 1929 et 1930 sont celles du début des retombées de la crise de 1929 , de nombreuses entreprises disparaissent[1].
- De 1929 à 1934 est édifiée la ligne Maginot destinée à protéger la frontière de la France d'une attaque allemande[2].

## Événements

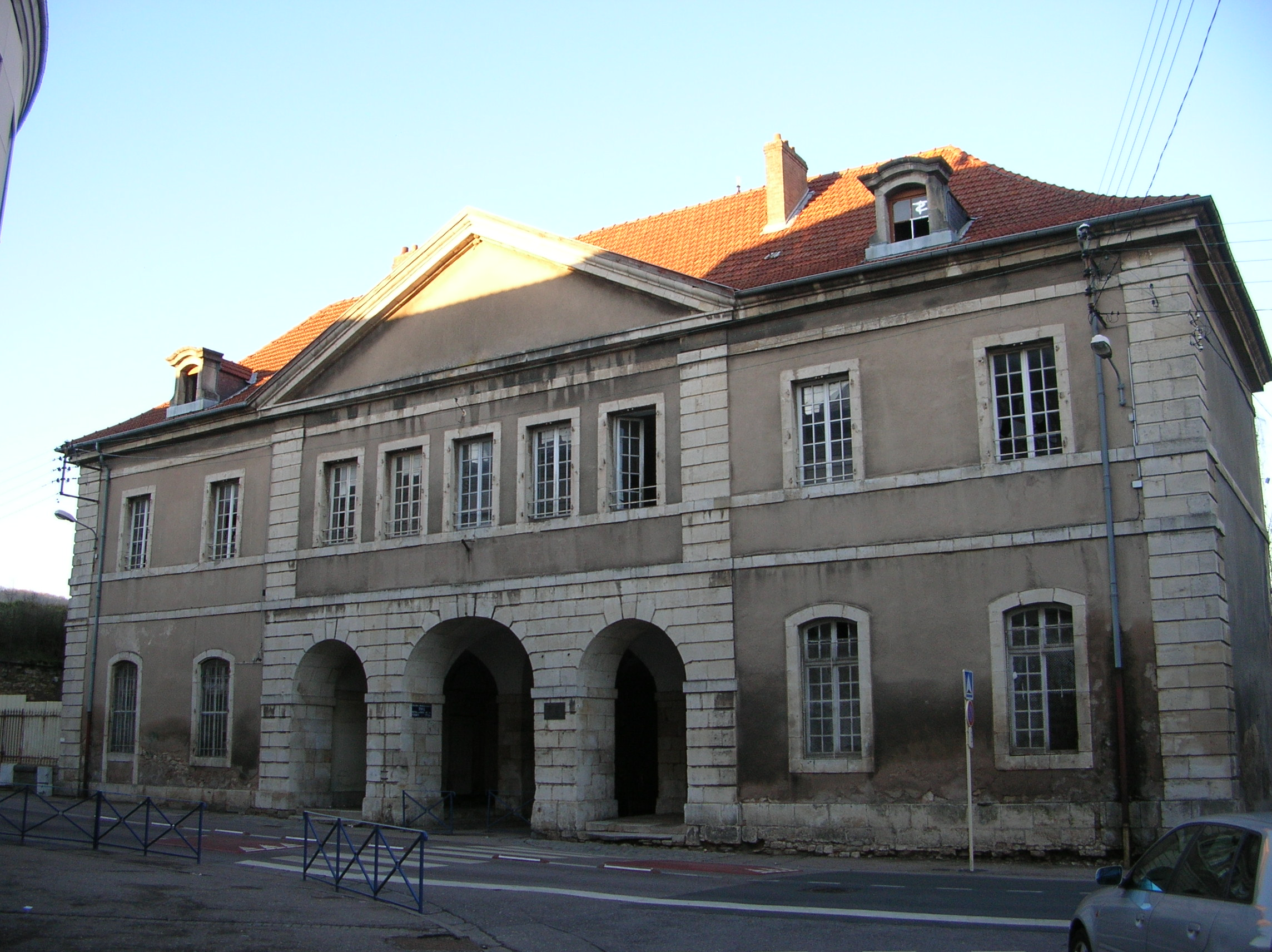
Toul, porte de Metz.

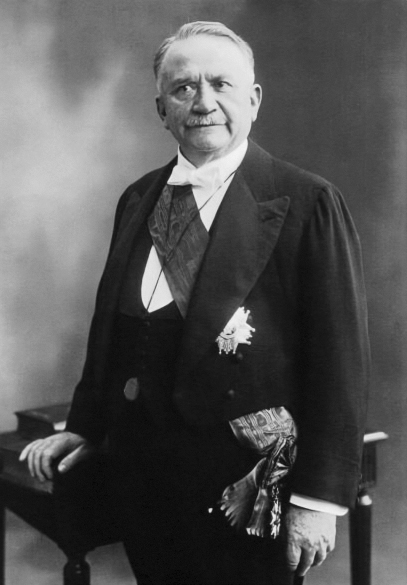
Gaston Doumergue.

- Festivités pour le cinquième centenaire de la chevauchée de Vaucouleurs à Chinon[3].
- Jean Bouloumié succède à son oncle Pierre (1884-1929), frère cadet d'Ambroise, médecin militaire, à la tête du conseil d'administration de la Société des Eaux de Vittel[4].
- Les ponts tournants de Maléville et du faubourg Sainte-Catherine à Nancy sont remplacés par des ponts levants, d'un maniement plus aisé[5].
- Création de L'harmonie des HBL (Houillères du Bassin de Lorraine) comme Harmonie des Mines de Sarre et Moselle.
- Tournage à Verdun du film Verdun, visions d'histoire de Léon Poirier[6]
- Création de la société MULLER TP à l'occasion de la construction de la ligne Maginot[7].

- 20 avril : Badonviller est l'une des 64 communes françaises décorées de la Légion d'honneur : « Ayant eu à supporter au début des hostilités les souffrances de l'occupation, et la destruction systématique de l'envahisseur, sut conserver ensuite, au cours de nombreux bombardements qui se succédèrent jusqu'à l'armistice, un courage stoïque au milieu des privations de toutes sortes, et du danger continuel, prouvant ainsi l'indomptable énergie de ses habitants et leur foi en la victoire. »
- 23 juin : inauguration par le Président de la République Gaston Doumergue du monument de la Victoire et aux soldats de Verdun[8].
- 24 juillet : la 18e étape du tour de France arrive à Metz. Le départ avait été donné à Strasbourg[9].
- 25 juillet : le tour de France part de Metz en direction de Charleville[9].
- 11 novembre : explosion de la poudrière de Franchemare à Toul[10].

## Inscriptions ou classements aux titre des monuments historiques
- En Meurthe-et-Moselle : porte de Metz, partie des fortifications de Toul[11]; Fortifications de Toul[12]; Abbaye de Sainte-Marie-au-Bois[13]
- En Meuse : Citadelle souterraine de Verdun[14]; Porte de Metz à Verdun[15]
- En Moselle : Ossuaire de Schorbach[16]; Caserne Chambière à Metz[17]; Caserne Ney à Metz[18]

## Naissances

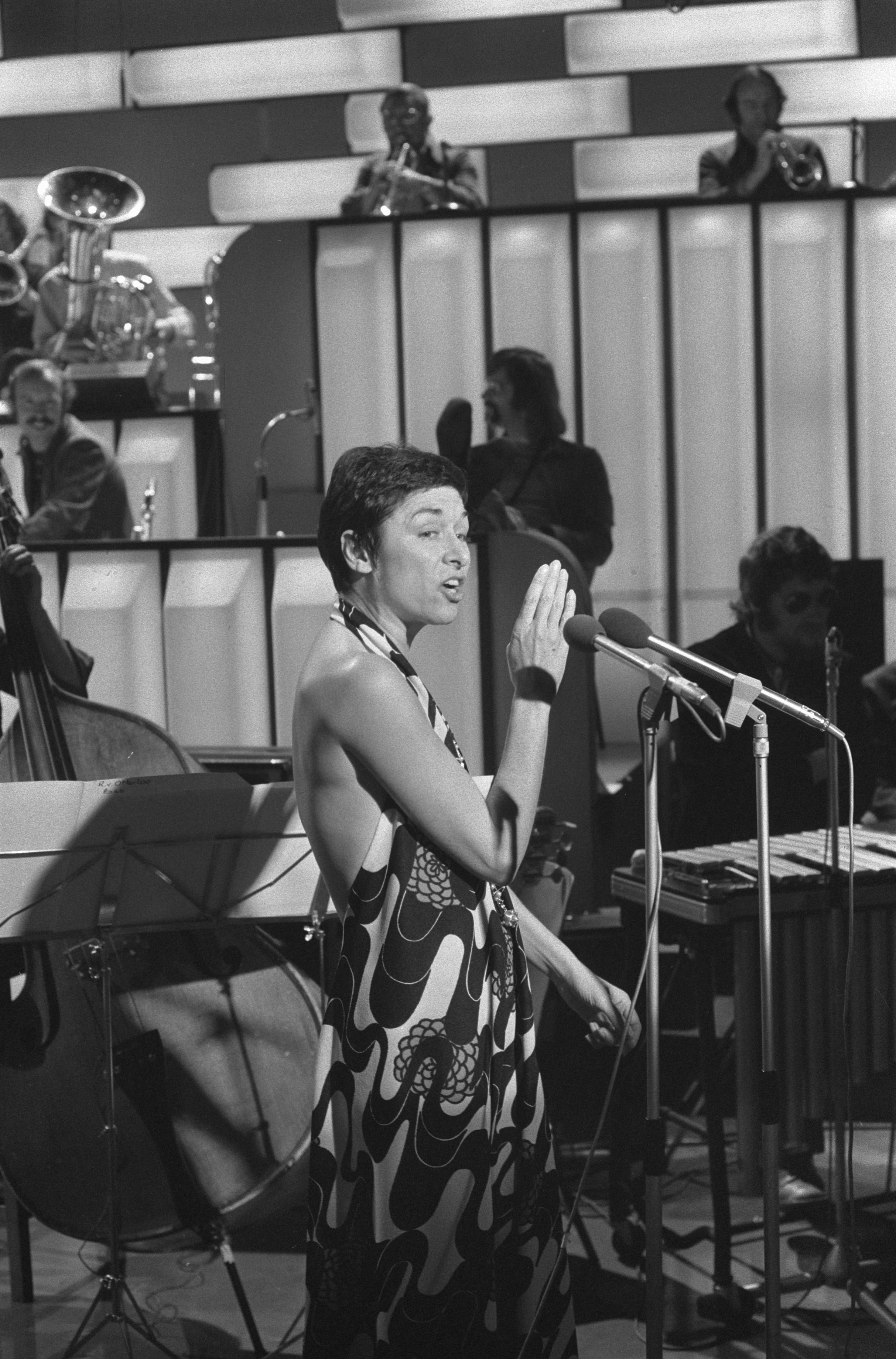
Catherine Sauvage

- 13 janvier à Mignéville : Jean L'Hôte, mort le 28 avril 1985 à Nancy (Meurthe-et-Moselle) en Lorraine, écrivain et cinéaste français.
- 24 janvier à Lunéville : Jacques Réda, écrivain français . Il a dirigé La Nouvelle Revue française de 1987 à 1996.
- 25 janvier à Nancy : Michel Luzi, mort le 13 août 1996 à Avignon[19], footballeur français qui évoluait au poste d'attaquant.
- 3 février à Commercy : Lionel Billas, mort le 17 juillet 1995 à Briey, athlète français.
- 28 février à Metz : Natalie Perrey ou Nathalie Perrey, morte dans le  14e arrondissement de Paris le 26 mars 2012[20],[21], actrice, monteuse et scripte française.
- 2 mars à Nancy : Jean-Marie Drot[22], mort le 23 septembre 2015 à Chatou[23], écrivain et documentariste français.
- 14 mars à Plainfaing : Maurice Jacquel, lutteur français, mort le 10 avril 2004 à Colmar.
- 5 avril à La Chapelle-aux-Bois : Claude Thouvenot[24] , mort le 15 septembre 2020[25] à Villers-lès-Nancy (Meurthe-et-Moselle), géographe français spécialiste de la géographie alimentaire, dont il a été un des pionniers après Max Sorre.
- 7 avril à Valleroy : Jean-Claude Bercq, acteur et cascadeur français, mort le 12 décembre 2008 à Saint-Louis (Haut-Rhin).
- 5 mai à Épinal : Jacky Fournier[26], dit Jacques Fournier[27] , mort le 14 août 2021[28],[29] à Paris 15e, haut fonctionnaire français[30]. Parmi ses différentes fonctions, il fut secrétaire général du gouvernement de 1982 à 1986, président de Gaz de France de 1986 à 1988, puis président de la SNCF de 1988 à 1994.
- 26 mai à Nancy : Catherine Sauvage née Jeanine Marcelle Saunier, morte le 19 mars 1998 à Bry-sur-Marne (Val-de-Marne), chanteuse et une comédienne française. Elle a été une des interprètes privilégiées de Léo Ferré.
- 12 juin à Kœnigsmacker : Jérôme Cahen, décédé à Neuilly-sur-Seine[31] le 24 juin 1987[32], rabbin français, rabbin de Saint-Louis (Haut-Rhin) de 1958 à 1960, de  Besançon de 1960 à 1969, rabbin de Nancy de 1969 à 1975, puis rabbin de Neuilly-sur-Seine de 1975 à 1987.
- 10 juillet à Audun-le-Tiche : Jules Sbroglia,  footballeur français, mort le 21 avril 2007 à Perpignan[33]. Il joue au poste d'arrière central.
- 11 août à Audun-le-Tiche : Raymond Cicci, footballeur français, mort le 20 février 2012 à Agde[34] (Hérault). Il a fait l'essentiel de sa carrière comme milieu de terrain au Stade de Reims. Il mesurait 1,70 m pour 69 kg.
- 13 août à Freyming (Moselle) : Charles Metzinger, mort le 10 septembre 1996 à Nancy (Meurthe-et-Moselle), homme politique français.
- 29 août à Metz : Claude Contamine, mort le 28 juillet 2017 à Esquibien[35], haut fonctionnaire français.
- 24 septembre, Sarreguemines : Jean-Marie Rausch, homme politique français.
- 29 septembre à Metz : Bernard Dort (décès à Paris, 5 mai 1994), universitaire, théoricien, traducteur et praticien du théâtre, écrivain et essayiste français.
- 18 octobre à Ancy-sur-Moselle : Alain Distinguin, mort le 28 avril 2018 à Bordeaux[36], nageur français.
- 27 octobre à Nancy : Claude Prouvé, mort à Blois le 7 janvier 2012[37], architecte français. Il est le fils de l'architecte et designer Jean Prouvé et le petit-fils de l'ébéniste art nouveau Victor Prouvé.
- 28 octobre à Ancerville (Meuse) : Simone Weber, criminelle française qui a été condamnée le 28 février 1991 à une peine de vingt ans de réclusion pour le meurtre de son ancien amant Bernard Hettier, disparu près de six ans auparavant. Elle a toujours nié être l'auteur de ce meurtre malgré un faisceau d'indices convergents.
- 7 novembre : Jean-Paul Durieux, homme politique français.
- 9 novembre à Crusnes : Kazimir Hnatow ou Casimir Hnatow, footballeur français d'origine ukrainienne, mort le 16 décembre 2010[38] à Vouillé (Deux-Sèvres).
- 17 novembre à Metz : Jean-Jacques Salomon, historien des sciences, économiste et philosophe français[39]. Il occupe un poste de haut fonctionnaire à l'OCDE pendant 18 ans, et il est professeur titulaire de chaire au Conservatoire national des arts et métiers[40] pendant 19 ans. Il est l'auteur de nombreux livres et articles.
- 6 décembre à La Petite-Raon : Jean Aubert, joueur français de rugby à XIII évoluant au poste de deuxième ligne. Il connaît une seule sélection en équipe de France le 31 octobre 1959 contre l'équipe d'Australie[41].
- 16 décembre à Nancy : Michel Boulangé est un médecin et universitaire français.
- 11 décembre à Nancy : Marc Laffitte, chimiste français, spécialisé dans la thermodynamique. Il a beaucoup œuvré pour l'enseignement de la chimie. Il est décédé à Cassis le 14 septembre 2016.

## Décès
- 24 février à Nancy : Lucien Weissenburger (né à Nancy le 2 mai 1860), architecte français. Il était un des principaux architectes à travailler dans le style de l'art nouveau en Lorraine et un membre de l'École de Nancy.